# Cannenburger Molen
De Cannenburger Molen (Cannenburgher Molen of Cannenburcher Molen of Cannenburgh's Molen is een watermolen op de Hartense Molenbeek in Vaassen in de Nederlandse gemeente Epe.

## Geschiedenis
De eerste vermelding van een molen op deze plaats dateert van 1387. De rechten van deze en veel andere molens behoorden toe aan kasteel De Cannenburgh. De Cannenburger Molen is de oudste van deze molens. In 1872 kocht Gerrit 'Gait' te Riele de molen. Hij was daarmee de eerste van de familie te Riele die molenaar op de molen was. De molen is ook nu (2009) eigendom van een telg van deze familie.
Na een brand werd de oorspronkelijk grotendeels houten molen in 1942 in steen herbouwd. Hierbij werd een turbine aangebracht in plaats van het waterrad. Hiermee is de Cannenburger Molen tot 1978 op waterkracht in bedrijf geweest. Bij de restauratie in 2009 is een bovenslagrad geplaatst, maar de turbine bleef gehandhaafd.
In de molen bevindt zich een gespecialiseerde maalderij voor het malen van groenten, kruiden, specerijen en boekweit. De molen is niet voor bezoekers geopend.